# Sid Jelinek
Sydney „Sid“ Carter Jelinek (* 18. März 1899 in Wilmington, Delaware; † 9. März 1979 in Philadelphia, Pennsylvania) war ein Ruderer aus den Vereinigten Staaten, der 1924 Olympiadritter im Vierer mit Steuermann war.

## Sportliche Karriere
Sid Jelinek begann an der University of Pennsylvania 1920 als Leichtgewichts-Ruderer. 1921 wechselte er zu den Schwergewichten und ruderte drei Jahre lang im Achter der Universität, an der er nebenher auch als Wasserballer aktiv war. Nachdem sich der Achter 1924 nicht für die Olympischen Spiele qualifizieren konnte, wechselte Jelinek zum Pennsylvania Barge Club, um dort den Vierer zu verstärken. 
Der Vierer dieses Vereins mit Edward Mitchell, Henry Welsford, Robert Gerhardt, Sid Jelinek und John Kennedy vertrat die Vereinigten Staaten bei den Olympischen Sommerspielen 1924 in Paris. Die Vorläufe wurden von den Booten aus den USA, Frankreich, Italien und den Niederlanden gewonnen. Als Sieger des Hoffnungslaufs stellten die Schweizer das fünfte Boot im Finale. Im Finale siegten die Schweizer vor den Franzosen, dahinter erreichten die Amerikaner das Ziel als Dritte vor den Italienern.
Jelinek war viele Jahre als Architekt in Philadelphia tätig.